# Coupe du monde de triathlon 2017
Navigation
Édition précédente Édition suivante
La coupe du monde de triathlon 2017 est composée de dix-sept courses organisées par la Fédération internationale de triathlon (ITU). Depuis 2009 le classement final n'existe plus et les points gagnés sur ces étapes sont intégrés au Séries mondiales de triathlon qui décerne le titre de champion du monde de triathlon.

## Calendrier
| Date                       | Ville        | Pays             | Distance                |
| -------------------------- | ------------ | ---------------- | ----------------------- |
| 11 février                 | Le Cap       | Afrique du Sud   | S                       |
| 11 mars                    | Mooloolaba   | Australie        | M                       |
| 2 avril                    | New Plymouth | Nouvelle-Zélande | S                       |
| 6-7 mai                    | Chengdu      | Chine            | XS                      |
| 28 mai                     | Madrid       | Espagne          | M                       |
| 3-4 juin                   | Cagliari     | Italie           | S                       |
| 22-23 juillet              | Tiszaújváros | Hongrie          | S                       |
| 12-13 août                 | Mérida       | Mexique          | S                       |
| 2-3 septembre              | Karlovy Vary | Tchéquie         | M                       |
| 23-24 septembre            | Huelva       | Espagne          | M                       |
| 30 septembre - 1er octobre | Weihai       | Chine            | M                       |
| 7-8 octobre                | Sarasota     | États-Unis       | S (hommes) / M (femmes) |
| 28-29 octobre              | Tongyeong    | Corée du Sud     | S                       |
| 28-29 octobre              | Salinas      | Équateur         | S                       |
| 4-5 novembre               | Buenos Aires | Argentine        | Annulée                 |
| 5 novembre                 | Miyazaki     | Japon            | M                       |

## Résultats

### Le Cap[1]
| Position           | Hommes         | Hommes         | Hommes      | Femmes            | Femmes      | Femmes        |
| Position           | Nom            | Pays           | Temps       | Nom               | Pays        | Temps         |
| ------------------ | -------------- | -------------- | ----------- | ----------------- | ----------- | ------------- |
| Médaille d'or      | Richard Murray | Afrique du Sud | 51 min 33 s | Lucy Hall         | Royaume-Uni | 59 min 34 s   |
| Médaille d'argent  | Henri Schoeman | Afrique du Sud | 51 min 41 s | Jessica Learmonth | Royaume-Uni | 59 min 35 s   |
| Médaille de bronze | Wian Sullwald  | Afrique du Sud | 51 min 56 s | Ai Ueda           | Japon       | 1 h 0 min 4 s |

### Mooloolaba[2]
| Position           | Hommes       | Hommes           | Hommes          | Femmes          | Femmes    | Femmes          |
| Position           | Nom          | Pays             | Temps           | Nom             | Pays      | Temps           |
| ------------------ | ------------ | ---------------- | --------------- | --------------- | --------- | --------------- |
| Médaille d'or      | Luke Willian | Australie        | 1 h 43 min 48 s | Emma Jackson    | Australie | 1 h 56 min 36 s |
| Médaille d'argent  | Drew Box     | Australie        | 1 h 43 min 56 s | Ashleigh Gentle | Australie | 1 h 56 min 52 s |
| Médaille de bronze | Sam Ward     | Nouvelle-Zélande | 1 h 43 min 58 s | Claudia Rivas   | Mexique   | 1 h 58 min 18 s |

### New Plymouth[3]
| Position           | Hommes          | Hommes           | Hommes      | Femmes        | Femmes     | Femmes      |
| Position           | Nom             | Pays             | Temps       | Nom           | Pays       | Temps       |
| ------------------ | --------------- | ---------------- | ----------- | ------------- | ---------- | ----------- |
| Médaille d'or      | Richard Murray  | Afrique du Sud   | 54 min 37 s | Katie Zaferes | États-Unis | 59 min 28 s |
| Médaille d'argent  | Matthew McElroy | États-Unis       | 54 min 43 s | Joanna Brown  | Canada     | 59 min 29 s |
| Médaille de bronze | Ryan Sissons    | Nouvelle-Zélande | 54 min 46 s | Claire Michel | Belgique   | 59 min 30 s |

### Chengdu[4]
| Finale A | Matthew Hauser    | Australie    | 26 min 46 s | Non Stanford         | Royaume-Uni | 29 min 36 s |
| Finale A | Rostislav Pevtsov | Azerbaïdjan  | 26 min 48 s | Laura Lindemann      | Allemagne   | 29 min 40 s |
| Finale A | Luke Willian      | Australie    | 26 min 50 s | Kirsten Kasper       | États-Unis  | 29 min 42 s |
| La Finale A a eu lieu avec tous les qualifiés soient les neuf premiers des trois demi-finales chez les hommes plus les trois meilleurs temps à partir de la dixième place. et les quatorze premières des deux demi-finales chez les femmes plus les deux meilleurs temps à partir de la quinzième place. La Finale B a eu lieu avec les triathlètes ayant eu les trente meilleurs temps des non qualifiés pour la Finale A. |                   |              |             |                      |             |             |
| 1re Finale B | Liam Lloyd        | Royaume-Uni  | 27 min 56 s | Felicity Sheedy-Ryan | Australie   | 31 min 52 s |
| 2e Finale B | Ji Hwan Kim       | Corée du Sud | 28 min 1 s  | Alessia Orla         | Italie      | 32 min 10 s |
| 3e Finale B | Michael Lori      | Canada       | 28 min 1 s  | Erin Storie          | États-Unis  | 32 min 11 s |

### Madrid[5]
| Position           | Hommes          | Hommes           | Hommes          | Femmes               | Femmes      | Femmes         |
| Position           | Nom             | Pays             | Temps           | Nom                  | Pays        | Temps          |
| ------------------ | --------------- | ---------------- | --------------- | -------------------- | ----------- | -------------- |
| Médaille d'or      | Ryan Sissons    | Nouvelle-Zélande | 1 h 53 min 0 s  | Georgia Taylor-Brown | Royaume-Uni | 2 h 8 min 5 s  |
| Médaille d'argent  | Raphaël Montoya | France           | 1 h 53 min 8 s  | Taylor Spivey        | États-Unis  | 2 h 8 min 56 s |
| Médaille de bronze | Simon Viain     | France           | 1 h 53 min 16 s | Chelsea Burns        | États-Unis  | 2 h 9 min 27 s |

### Cagliari[6]
| Position           | Hommes          | Hommes         | Hommes      | Femmes         | Femmes     | Femmes         |
| Position           | Nom             | Pays           | Temps       | Nom            | Pays       | Temps          |
| ------------------ | --------------- | -------------- | ----------- | -------------- | ---------- | -------------- |
| Médaille d'or      | Adrien Briffod  | Suisse         | 54 min 49 s | Jolanda Annen  | Suisse     | 1 h 2 min 4 s  |
| Médaille d'argent  | Henri Schoeman  | Afrique du Sud | 54 min 52 s | Kirsten Kasper | États-Unis | 1 h 2 min 28 s |
| Médaille de bronze | Anthony Pujades | France         | 54 min 58 s | Joanna Brown   | Canada     | 1 h 2 min 29 s |

### Tiszaújváros[7]
| Position           | Hommes            | Hommes  | Hommes      | Femmes          | Femmes     | Femmes         |
| Position           | Nom               | Pays    | Temps       | Nom             | Pays       | Temps          |
| ------------------ | ----------------- | ------- | ----------- | --------------- | ---------- | -------------- |
| Médaille d'or      | Bence Bicsák      | Hongrie | 54 min 58 s | Renee Tomlin    | États-Unis | 1 h 0 min 45 s |
| Médaille d'argent  | Dmitry Polyanskiy | Russie  | 55 min 13 s | Léonie Périault | France     | 1 h 0 min 46 s |
| Médaille de bronze | Ilya Prasolov     | Russie  | 55 min 18 s | Maaike Caelers  | Pays-Bas   | 1 h 0 min 51 s |

### Mérida[8]
| Position           | Hommes             | Hommes    | Hommes      | Femmes           | Femmes     | Femmes         |
| Position           | Nom                | Pays      | Temps       | Nom              | Pays       | Temps          |
| ------------------ | ------------------ | --------- | ----------- | ---------------- | ---------- | -------------- |
| Médaille d'or      | Irving Pérez       | Mexique   | 54 min 56 s | Summer Cook      | États-Unis | 1 h 0 min 17 s |
| Médaille d'argent  | Cesar Saracho      | Mexique   | 55 min 2 s  | Lindsey Jerdonek | États-Unis | 1 h 0 min 43 s |
| Médaille de bronze | Maximilian Schwetz | Allemagne | 55 min 4 s  | Lisa Perterer    | Pays-Bas   | 1 h 0 min 47 s |

### Karlovy Vary[9]
| Position           | Hommes            | Hommes           | Hommes          | Femmes            | Femmes     | Femmes         |
| Position           | Nom               | Pays             | Temps           | Nom               | Pays       | Temps          |
| ------------------ | ----------------- | ---------------- | --------------- | ----------------- | ---------- | -------------- |
| Médaille d'or      | Gustav Iden       | Norvège          | 1 h 49 min 6 s  | Gillian Backhouse | Australie  | 2 h 3 min 29 s |
| Médaille d'argent  | Alessandro Fabian | Italie           | 1 h 49 min 29 s | Vendula Frintová  | Tchéquie   | 2 h 4 min 31 s |
| Médaille de bronze | Tayler Reid       | Nouvelle-Zélande | 1 h 50 min 22 s | Summer Cook       | États-Unis | 2 h 4 min 56 s |

### Huelva[10]
| Position           | Hommes           | Hommes     | Hommes          | Femmes           | Femmes     | Femmes         |
| Position           | Nom              | Pays       | Temps           | Nom              | Pays       | Temps          |
| ------------------ | ---------------- | ---------- | --------------- | ---------------- | ---------- | -------------- |
| Médaille d'or      | Justus Nieschlag | Allemagne  | 1 h 45 min 46 s | Vendula Frintová | Tchéquie   | 2 h 1 min 14 s |
| Médaille d'argent  | Kevin McDowell   | États-Unis | 1 h 46 min 20 s | Joanna Brown     | Canada     | 2 h 1 min 50 s |
| Médaille de bronze | Uxío Abuín Ares  | Espagne    | 1 h 46 min 47 s | Chelsea Burns    | États-Unis | 2 h 2 min 3 s  |

### Weihai[11]
| Position           | Hommes                | Hommes  | Hommes          | Femmes              | Femmes    | Femmes          |
| Position           | Nom                   | Pays    | Temps           | Nom                 | Pays      | Temps           |
| ------------------ | --------------------- | ------- | --------------- | ------------------- | --------- | --------------- |
| Médaille d'or      | Uxío Abuín Ares       | Espagne | 1 h 56 min 15 s | Jolanda Annen       | Suisse    | 2 h 9 min 47 s  |
| Médaille d'argent  | Rodrigo González      | Mexique | 1 h 56 min 19 s | Emma Jackson        | Australie | 2 h 10 min 37 s |
| Médaille de bronze | Antonio Serrat Seoane | Espagne | 1 h 56 min 38 s | Anastasia Gorbunova | Russie    | 2 h 11 min 7 s  |

### Sarasota[12]
La compétition a été transformée en duathlon dû à une qualité de l’eau jugée insuffisante.
| Position           | Hommes           | Hommes     | Hommes      | Femmes         | Femmes     | Femmes         |
| Position           | Nom              | Pays       | Temps       | Nom            | Pays       | Temps          |
| ------------------ | ---------------- | ---------- | ----------- | -------------- | ---------- | -------------- |
| Médaille d'or      | Rodrigo González | Mexique    | 49 min 36 s | Juri Ide       | Japon      | 2 h 4 min 21 s |
| Médaille d'argent  | Marten Van Riel  | Belgique   | 49 min 43 s | Chelsea Sodaro | États-Unis | 2 h 5 min 18 s |
| Médaille de bronze | Kevin McDowell   | États-Unis | 49 min 44 s | Julia Hauser   | Autriche   | 2 h 5 min 31 s |

### Tongyeong[14]
| Position           | Hommes            | Hommes      | Hommes     | Femmes        | Femmes     | Femmes  |
| Position           | Nom               | Pays        | Temps      | Nom           | Pays       | Temps   |
| ------------------ | ----------------- | ----------- | ---------- | ------------- | ---------- | ------- |
| Médaille d'or      | Aurélien Raphaël  | France      | 52 min 0 s | Summer Cook   | États-Unis | 57 h 44 |
| Médaille d'argent  | Rostislav Pevtsov | Azerbaïdjan | 52 min 2 s | Ai Ueda       | Japon      | 57 h 50 |
| Médaille de bronze | Marten Van Riel   | Belgique    | 52 min 9 s | Claire Michel | Belgique   | 58 h 20 |

### Salinas[15]
| Position           | Hommes            | Hommes  | Hommes      | Femmes          | Femmes     | Femmes      |
| Position           | Nom               | Pays    | Temps       | Nom             | Pays       | Temps       |
| ------------------ | ----------------- | ------- | ----------- | --------------- | ---------- | ----------- |
| Médaille d'or      | Crisanto Grajales | Mexique | 52 min 8 s  | Elizabeth Bravo | Équateur   | 57 min 48 s |
| Médaille d'argent  | Felix Duchampt    | France  | 52 min 14 s | Tamara Gorman   | États-Unis | 58 min 7 s  |
| Médaille de bronze | Manoel Messias    | Brésil  | 52 min 24 s | Luisa Baptista  | Brésil     | 58 min 19 s |

### Buenos Aires
L'épreuve initialement prévue dans la ville est annulée. Les travaux nécessaires à la réception des Jeux olympiques de la jeunesse d'été de 2018, travaux qui permettaient également de recevoir cette étape, ne sont pas terminés dans les temps pour permettre sa réalisation dans les meilleures conditions.

### Miyazaki[17]
| Position           | Hommes            | Hommes   | Hommes          | Femmes        | Femmes     | Femmes          |
| Position           | Nom               | Pays     | Temps           | Nom           | Pays       | Temps           |
| ------------------ | ----------------- | -------- | --------------- | ------------- | ---------- | --------------- |
| Médaille d'or      | Marten Van Riel   | Belgique | 1 h 42 min 36 s | Summer Cook   | États-Unis | 1 h 54 min 12 s |
| Médaille d'argent  | Vicente Hernandez | Espagne  | 1 h 42 min 39 s | Taylor Spivey | États-Unis | 1 h 54 min 50 s |
| Médaille de bronze | Andreas Schilling | Danemark | 1 h 43 min 4 s  | Emma Jackson  | Australie  | 1 h 54 min 53 s |

## Par nation
| Rang | Nation           | Victoires |
| ---- | ---------------- | --------- |
| 1    | États-Unis       | 5         |
| 2    | Australie        | 4         |
| 3    | Mexique          | 3         |
| 3    | Suisse           | 3         |
| 3    | Royaume-Uni      | 3         |
| 6    | Afrique du Sud   | 2         |
| 7    | Allemagne        | 1         |
| 7    | Belgique         | 1         |
| 7    | Espagne          | 1         |
| 7    | Équateur         | 1         |
| 7    | France           | 1         |
| 7    | Hongrie          | 1         |
| 7    | Japon            | 1         |
| 7    | Norvège          | 1         |
| 7    | Nouvelle-Zélande | 1         |
| 7    | Tchéquie         | 1         |